# 中國水利史
中国水利史，记录中國地区水利活动历史。司马迁《河渠书》中记述了上自大禹治水。中國水災頻仍，商朝的五次遷都均為水患所致，其中又以黄河最為暴虐，很早就成了中國水利防治的重點。

## 周朝
《史记·河渠书》中最早的记述：西門豹開漳水十二渠。“蜀守冰，凿离堆，辟沫水之害，穿二江成都之中”。
秦王政元年（246年）由韓國水工鄭國主持修建，引涇水入洛河，故名鄭國渠，可澆灌關中農田四萬餘頃。

## 漢朝
漢朝重視水利工程建設，致力於治理黃河。有召信臣、王景等水利專家。永平十二年夏四月，王景與王吳率數十萬民工，「修渠築堤，自滎陽東至千乘海口千餘里」，改善了汴口水門工程。永平十三年夏四月，所有工程完成，「雖簡省役費，然猶以百億計」。永平十五年，王景隨帝東巡，行至無鹽（今山東東平東南），漢明帝嘉獎他的治河功績，拜為河堤謁者。
左内史倪宽曾上書“表奏开六辅渠，定《水令》以广溉田”。元鼎六年（前111年），穿鑿六輔渠。
太始二年於鄭國渠之南方，穿渠引涇水，名白渠。與鄭國渠統稱鄭白渠。

## 隋朝
京杭大運河的全面成型是在隋朝。隋煬帝時陸續開鑿四條運河，分別為通濟渠、邗溝、永濟渠、江南河，全長二千五百多公里。《隋书》载：“四年春正月乙巳，诏发河北诸郡男女百余万开永济渠，引沁水，南达于河，北通涿郡。”
黄鞠修隧道水利工程。

## 明朝
潘季馴四次治理黃河，習知地形險易，成績顯著。他主張綜合治理黃河下游。認為黃河運河相通，治理了黃河也就保護了運河，黃河淮河相匯，治淮也就是治黃，既不能離開治黃談保運，也不能拋開治淮談治黃。他指出，黃河下游善徙的主要原因，在於水漫沙壅。因此治理上應築堤束水，借水刷沙。

## 清朝
明末清初，河道年久失修，灾害连年，疊有黄河夺淮之事。康熙年间，奖励垦荒屯田，重视兴修水利，使得经济得到恢复和发展。《清圣祖实录》记载，康熙皇帝在亲政之初，即以“朕自听政以来，三藩及河务、漕运为三大事，曾书而悬之宫中柱上，夙夜廑念。”康熙帝六次南巡，均以巡视河工为首要。
康熙十六年（1677年）二月，帝敕谕安徽巡抚靳辅总督河道，靳辅“周度形势，博采众论，为八疏同日上之”。靳辅指出：“清口以下不浚筑，则黄淮无归，清口以上不凿引河，则淮河不畅。高堰之决口不尽封塞，则淮分而刷黄不力，黄必内灌，而下流清水潭亦危。且黄河南岸不提，则高堰仍有隐忧，北岸不提，山以东必遭冲溃。故筑堤岸，疏下流，塞决口，但有先后，无缓急。今不为一劳永逸之计，屡筑屡圮，势将何所底止。”並借用明代水利学家潘季驯“筑堤束水，以水攻沙”的理论，治河取得了初步成效。